# Anna Syberg

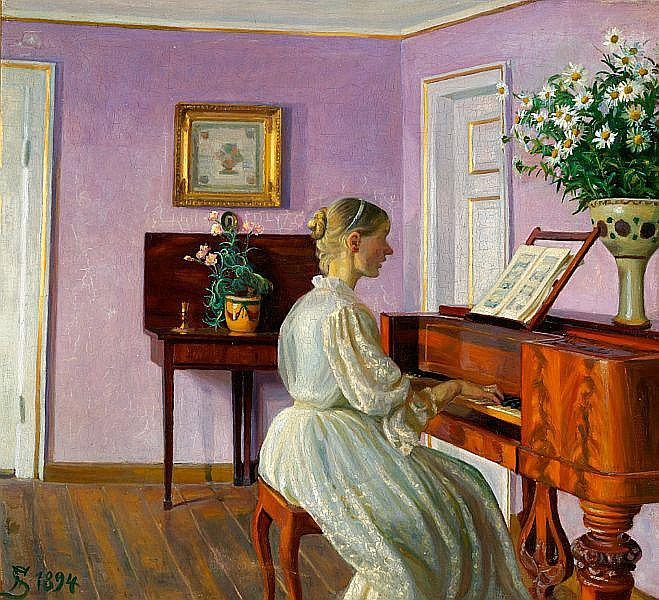
Fritz Syberg: Anna Syberg am Piano

Anna Louise Birgitte Hansen, verheiratete Syberg * (7. Januar 1870 in Faaborg; † 4. Juli 1914 in Kopenhagen) war eine dänische Malerin. Sie gehörte – wie auch ihr Mann Fritz Syberg – der Künstlergruppe der Fynboerne an, einem Zusammenschluss von auf der Insel Fünen lebenden und arbeitenden Malern und Grafikern.

## Erste Jahre
Anna Hansen wuchs in einem sehr lebendigen kreativen Umfeld in Faaborg auf. Ihr Vater, der Dekorationsmaler Peter Syrak Hansen (1833–1904), führte ein offenes Haus vor allem für Kunstmaler der Umgebung und Kunststudenten. Hier lernte Anna ihren späteren Ehemann Fritz Syberg kennen, der bis 1982 eine Lehre als Dekorationsmaler bei ihrem Vater absolvierte. Anna bekam Klavierunterricht und vom Vater Zeichen- und Malunterricht. Ihr Bruder Peter Hansen machte sich später selbst einen Namen als Maler. Nach dem Besuch der technischen Schule in Faaborg bildete sich Anna Hansen 1890 bei dem Bildhauer Ludvig Brandstrup und dem Landschaftsmaler Karl Jensen in Kopenhagen weiter. Von 1892 bis 1894 arbeitete sie als Porzellanmalerin bei der königlichen Porzellanmanufaktur in Kopenhagen. Sie spezialisierte sich auf Blumenmalerei, vor allem auf Veilchen und Chrysanthemen. Außerdem gab sie Klavier- und Gesangsunterricht. 1894 heiratete sie Fritz Syberg.

## Schaffen

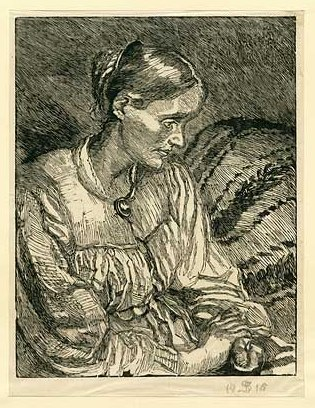
Anna Syberg, gezeichnet von Fritz Syberg 1915

1902 zog das Ehepaar nach Pilegården in Kerteminde. Dort lebten bereits ihre Freunde, die Maler Alhed und Johannes Larsen und eine Reihe weiterer Künstler, wie Johannes V. Jensen, der später den Nobelpreis in Literatur erhielt.
Anna Syberg widmete sich der Aquarellmalerei, vorzugsweise den Arrangements von Blumen und Pflanzen. Wobei sie eine Schicht-auf-Schicht Technik anwendete, ähnlich der, die sie bei der Porzellanmalerei kennengelernt hatte und die ihren Bildern eine besondere Leuchtkraft verlieh. Obwohl Werke von ihr unter anderem zwischen 1989 und 1910 bei den Frühjahrausstellungen im Schloss Charlottenborg in Kopenhagen und bei Herbstausstellungen gezeigt wurden, blieb ihr zu Lebzeiten eine Würdigung ihrer künstlerischen Leistung weitgehend versagt.
Wie ihr Mann gehörte Anna Syberg zu der Künstlergruppe der Fynboerne. Als Fritz Syberg einen größeren Geldbetrag mit dem Verkauf seiner Bilder einnahm, beschloss das Ehepaar, einen finanziellen Grundstock für ein zu gründendes Faaborg-Museum bereitzustellen, das vor allem den Fünen-Malern gewidmet sein sollte. Die Idee setzte sich durch, das Museum konnte 1910 eingeweiht werden.
Die Kommission, die bestimmte, welche Bilder für das Museum angekauft werden sollten, bestand ausschließlich aus Männern. Es ergab sich, dass sie nur Werke ihrer männlichen Kollegen auswählten. Nach den Protokollen wandten sich insbesondere Anne Sybergs Bruder Peter Hansen und Alhed Larsens Ehemann Johannes Larsen entschieden gegen einen Ankauf der Werke von weiblichen Mitgliedern der Künstlerkolonie. Erst zwei Jahre nach dem Tod Anna Sybergs würdigte das Museum ihre Leistung mit einer umfangreichen Einzelausstellung.
Anna Syberg brachte sieben Kinder zur Welt. Sie starb 1914 im Alter von 44 Jahren an einer Gallenblasenentzündung. Ihr Sohn Ernst Syberg wurde Maler und Illustrator, Sohn Fritz Syberg machte sich einen Namen als Komponist.

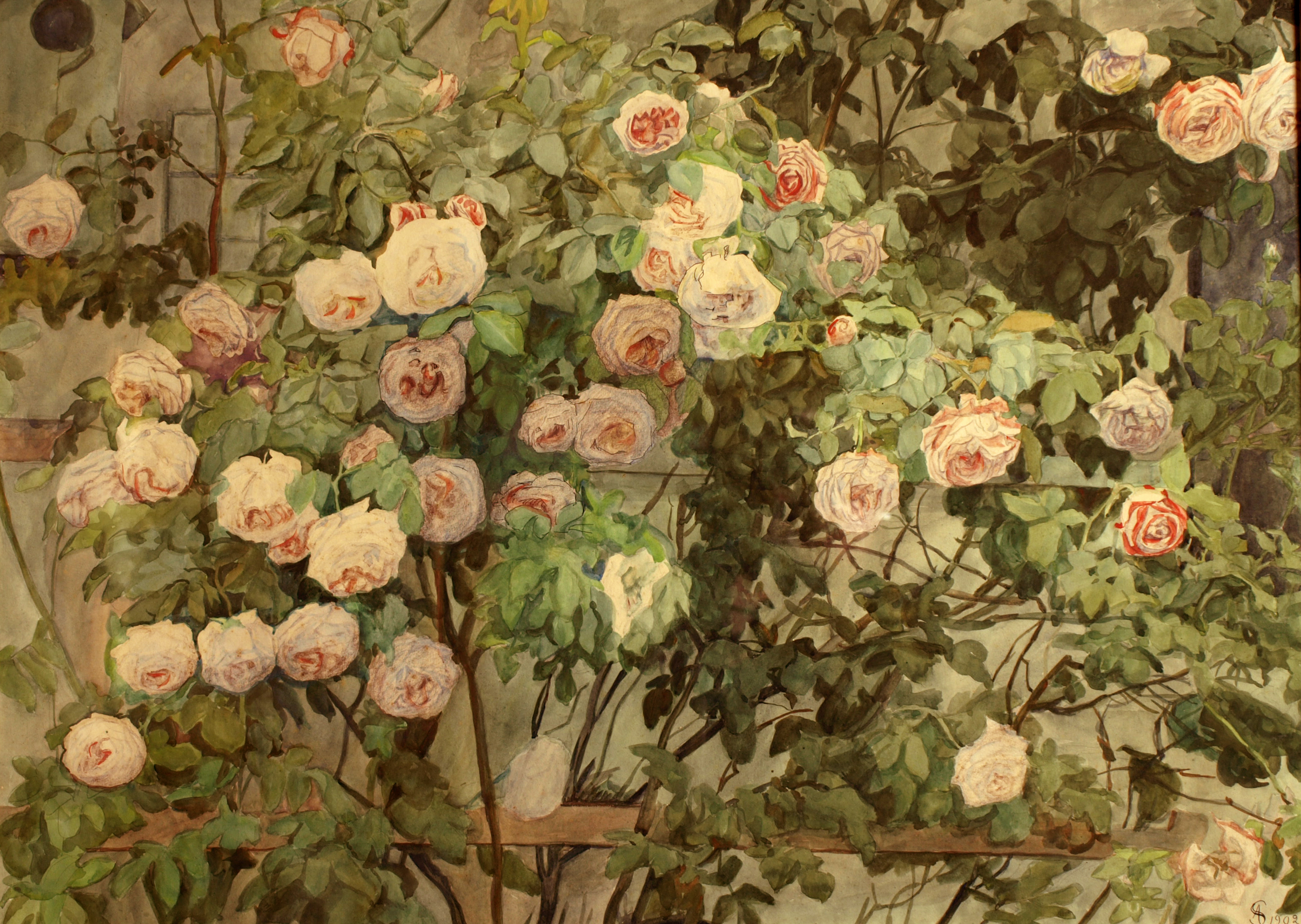
Rosen 1902
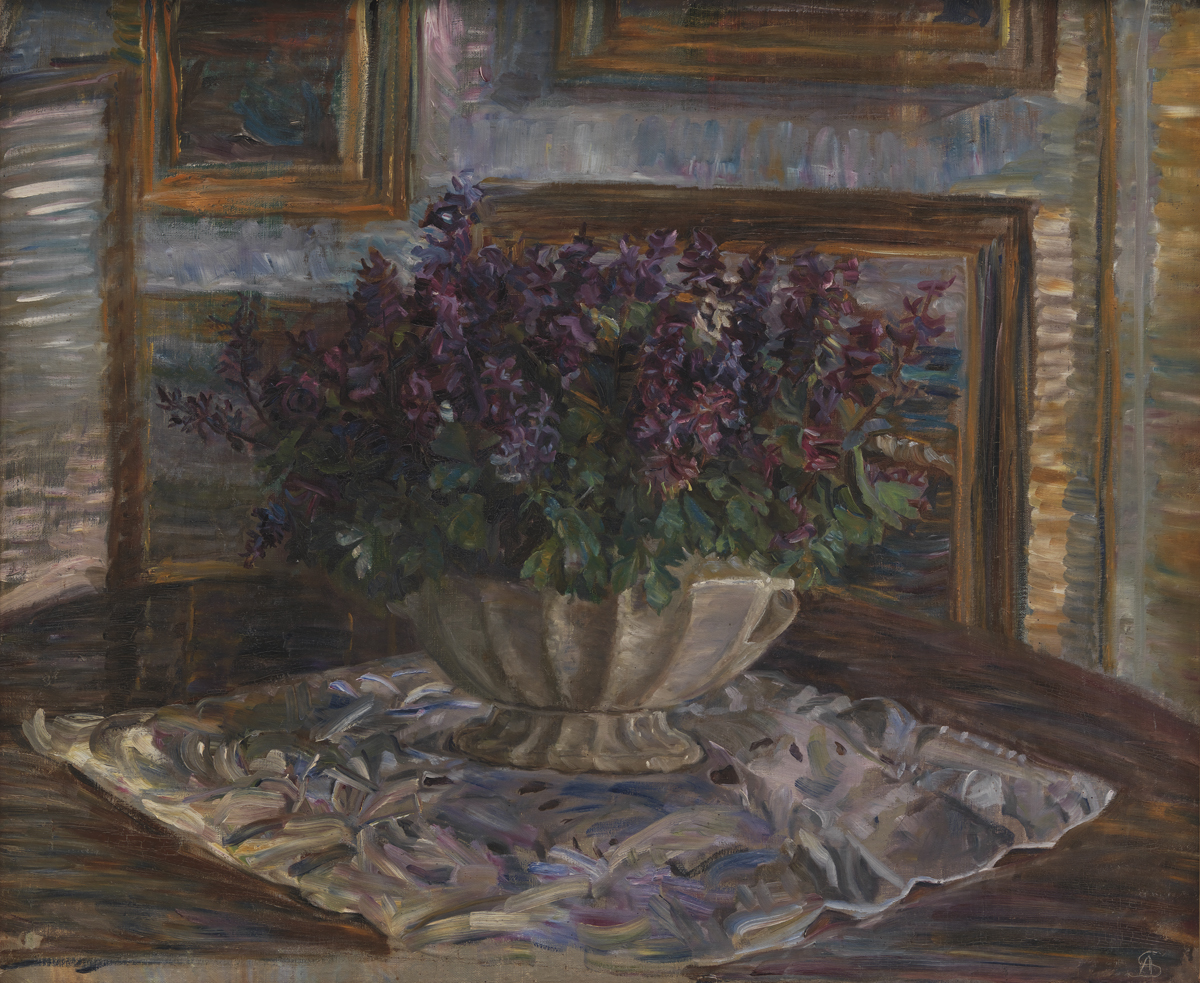
Lerchensporne (Corydalis)
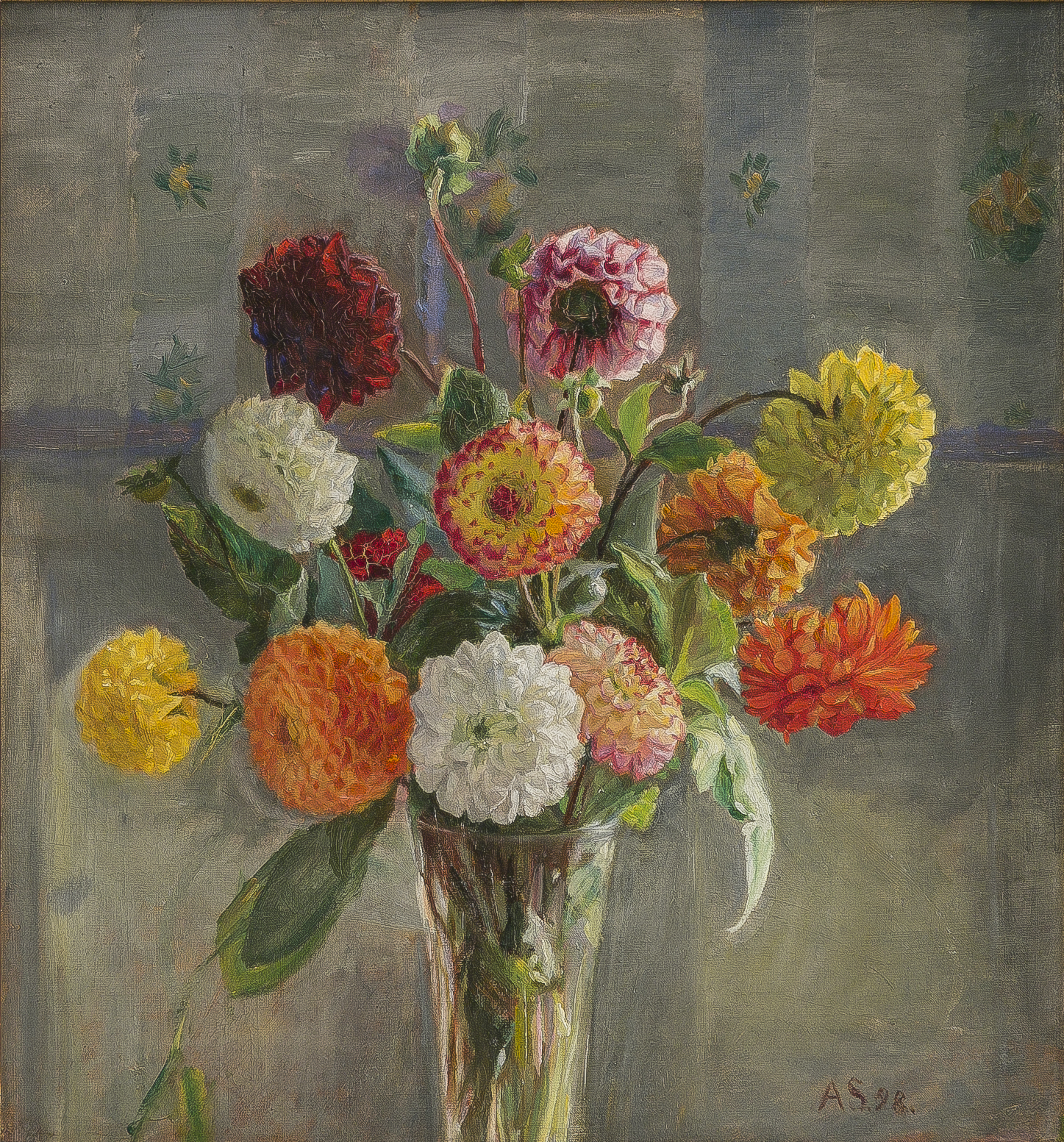
Dahlien
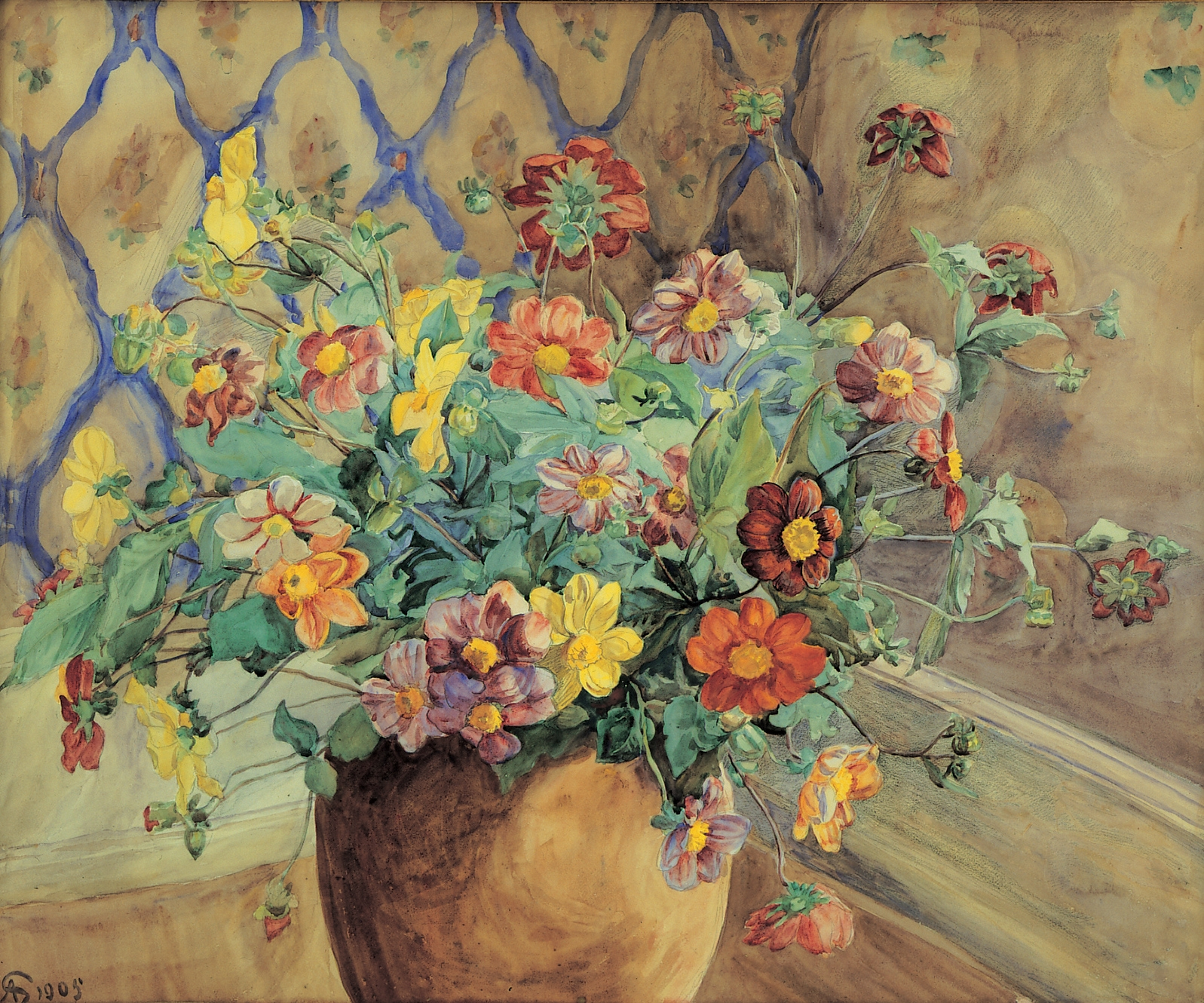
Blumenstrauß